# Descomyces angustisporus
Descomyces angustisporus är en svampart som beskrevs av A.A. Francis & Bougher 2004. Descomyces angustisporus ingår i släktet Descomyces och familjen spindlingar.   Inga underarter finns listade i Catalogue of Life.